# Gernot
Gernot ist ein männlicher Vorname aus dem Althochdeutschen. Seine Bedeutung setzt sich aus den Elementen ger („Speer“) und khnoton („schwingen“, im Sinne von „kämpfen“) zusammen.
Gernot ist der Name eines der Burgundenkönige (Gunther, Gernot und Giselher) im Nibelungenlied. Durch Umformung des „o“ im Namen zu „e“ und „er“ in Gernot entwickelte sich der Familienname Gernet(h), Gernert(h), Gernt(h), Görnert und durch Abfall von „t“ auch der Name Gerner. Dies trifft insbesondere für den fränkischen Raum im 14. und 15. Jahrhundert zu. Andere Ableitungen sind Gerndt, Girndt, Girnth, Gürntke, Girntke und Gernotke (k-Suffix, slawisch).

## Namenstag
Namenstage von Gernot sind der 10. April und der 7. Mai.

## Bekannte Namensträger

### Einzelname
- Gernot von Fulda, seit 1165 als Nachfolger von Markward I. Abt von Fulda
- Gernot von Bütthard, 1210 Vogt in Urkunden genannt. Gernots Nachkomme, Gernodus, genannt Herolt, verkaufte 1304 Ansprüche auf den Büttharder Hocker(in)-Hof (siehe Gernoth der Herold).
- Gernot, genannt Irrmut (1280–1340), Patrizier
- Gernot der Herold (1306) Bürger von Wertheim, Patrizier in Dertingen und Wertheim
- Gernot von Kottwitz (1300–1350), Schultheiß von Wertheim, fränkischer Adel aus Klingenberg am Main

### Vorname
- Gernot Alber (* 1957), österreichischer Professor
- Gernot Alms (* 1962), deutscher Fußballspieler
- Gernot Boche (1938–2011), deutscher Chemiker und Professor für Organische Chemie
- Gernot Bock-Stieber (1892–1943), österreichischer Regisseur, Drehbuchautor und Dokumentarfilmer
- Gernot Böhme (1937–2022), deutscher Philosoph und Hochschullehrer
- Gernot Busch (* 1943), deutscher Wirtschaftsingenieur
- Gernot Duda (1928–2004), deutscher Synchronsprecher und Theater- und Fernsehschauspieler
- Gernot Endemann (1942–2020), deutscher Schauspieler
- Gernot Erler (* 1944), deutscher Politiker
- Gernot Fraydl (* 1939), österreichischer Fußballspieler
- Gernot Frenking (* 1946), deutscher Chemiker und Hochschullehrer
- Gernot Gruber (* 1963), deutscher Mathematiker und Politiker der SPD
- Gernot Gutmann (1929–2024), deutscher Wirtschaftswissenschaftler
- Gernot Huber (1929–2021), deutscher Designer, Maler und Bildhauer
- Gernot Jurtin (1955–2006), österreichischer Fußballspieler
- Gernot Kaser (* 1962), österreichischer Politiker
- Gernot Kulis (* 1976), österreichischer Comedian und Kabarettist
- Gernot Langes-Swarovski (1943–2021), österreichischer Unternehmer
- Gernot Minke (* 1937), deutscher Architekt und Hochschullehrer
- Gernot Münster (* 1952), deutscher Physiker und Hochschullehrer
- Gernot Neugebauer (* 1940), deutscher Physiker
- Gernot Pachernigg (* 1981), österreichischer Popsänger
- Gernot Plassnegger (* 1978), österreichischer Fußballspieler
- Gernot Rohr (* 1953), deutscher Fußballtrainer und ehemaliger Fußballspieler
- Gernot Roll (1939–2020), deutscher Kameramann und Regisseur
- Gernot Rotter (1941–2010), deutscher Orientalist, Islamwissenschaftler, Publizist und Politiker (Grüne)
- Gernot Rumpf (1941–2025), deutscher Bildhauer
- Gernot Rumpold (* 1957), österreichischer Schriftsteller
- Gernot Schwab (* 1979), österreichischer Naturbahnrodler
- Gernot Sieg (* 1966), Wirtschaftswissenschaftler
- Gernot Sittner (* 1938), deutscher Journalist, von 1993 bis 2005 Chefredakteur der Süddeutschen Zeitung
- Gernot Stroth (* 1949), deutscher Mathematiker
- Gernot Trauner (* 1992), österreichischer Fußballspieler
- Gernot Tromnau (* 1939), deutscher Lehrer und Museumsdirektor
- Gernot Wersig (1942–2006), deutscher Informationswissenschaftler
- Gernot Weser (1938–2015), deutscher Motorradrennfahrer
- Gernot Wilhelm (* 1945), deutscher Altorientalist
- Gernot Wolfgruber (* 1944), österreichischer Schriftsteller
- Gernot Ymsén (* 1983), österreichischer Orientierungsläufer
- Gernot Zippe (1917–2008), Physiker und Erfinder einer Gaszentrifuge

Variante:
- Gerenot Richter (1926–1991), deutscher Graphiker und Hochschullehrer

### Familienname
- Heinz Gernot (1921–2009), deutscher Künstler und Bildhauer
- Herbert Gernot (1895–1952), deutscher Schauspieler und Spielleiter
- Viktor Gernot (* 1965 als Gernot Jedlicka), österreichischer Künstler

### Künstlername
- Gernot Hassknecht (Hans-Joachim Heist)